# Sobór św. Gorazda w Ołomuńcu
Sobór Świętego Gorazda – sobór prawosławny w Ołomuńcu, należący do Kościoła Prawosławnego Czech i Słowacji; katedra eparchii ołomuniecko-brneńskiej.

## Opis
Budowlę wzniesiono w latach 1937–1939 w stylu bizantyjsko-rosyjskim, według projektu Vsevoloda Kolomacký'ego. W latach 1942–1945 była używana jako magazyn. W 1950 została katedrą eparchii ołomuniecko-brneńskiej (jest również świątynią miejscowej parafii w dekanacie ołomunieckim). Gruntownie remontowana w latach 1985–1987.
Nabożeństwa w soborze odprawiane są w językach: cerkiewnosłowiańskim i czeskim.